# 13.º distrito congresional de Florida
El 13.º distrito congresional es un distrito congresional que elige a un Representante para la Cámara de Representantes de los Estados Unidos por el estado de Florida.  Según la Oficina del Censo, en 2021 el distrito tenía una población de 768 563 habitantes. Actualmente, el distrito está representado por la republicana Anna Paulina Luna.

## Geografía
El 13.º distrito congresional se encuentra ubicado en las coordenadas 27°51′58″N 82°44′54″O / 27.86611, -82.74833.

## Demografía
Según la Oficina del Censo de los Estados Unidos, en 2011 había 754 674 personas residiendo en el 13.º distrito congresional. De los 754 674 habitantes, el distrito estaba compuesto por 681 196 (90.3%) blancos; de esos, 671 741 (89%) eran blancos no latinos o hispanos. Además 40 757 (5.4%) eran afroamericanos o negros, 1 623 (0.2%) eran nativos de Alaska o amerindios, 11 307 (1.5%) eran asiáticos, 347 (0%) eran nativos de Hawái o isleños del Pacífico, 18 179 (2.4%) eran de otras razas y 10 720 (1.4%) pertenecían a dos o más razas. Del total de la población 87 422 (11.6%) eran hispanos o latinos de cualquier raza; 47 370 (6.3%) eran de ascendencia mexicana, 10 754 (1.4%) puertorriqueña y 8 077 (1.1%) cubana. Además del inglés, 1 478 (9.3%) personas mayor a cinco años de edad hablaban español perfectamente.
El número total de hogares en el distrito era de 320 658, y el 63.5% eran familias en la cual el 19.6 tenían menores de 18 años de edad viviendo con ellos. De todas las familias viviendo en el distrito, solamente el 50.7% eran matrimonios. Del total de hogares en el distrito, el 4.8 eran parejas que no estaban casadas, mientras que el 0.7% eran parejas del mismo sexo. El promedio de personas por hogar era de 2.31. 
En 2011 los ingresos medios por hogar en el distrito congresional eran de US$44 754, y los ingresos medios por familia eran de US$72 788. Los hogares que no formaban una familia tenían unos ingresos de US$120 087. El salario promedio de tiempo completo para los hombres era de US$38 872 frente a los US$34 396 para las mujeres. La renta per cápita para el distrito era de US$27 192. Alrededor del 9.6% de la población estaban por debajo del umbral de pobreza.